# ムハンマド・アフマド・アル＝マングーシュ
ムハンマド・アフマド・アル＝マングーシュ（アラビア語: محمد أحمد المنقوش、Muhammad Ahmad al-Mangoush）は、リビアの政治家。1997年12月29日から2000年3月1日までリビア全国人民委員会書記長（首相に相当）。